# Бурстин Целестин Леонович
Бурстин Целестин Леонович (28 січня 1888, Тернопіль — 2 жовтня 1938, тюремна лікарня Мінська) — австро-угорський та білоруський математик. Доктор філософії (1912). Академік НАН Білорусі.

## Життєпис
Народився 28 січня 1888 року в м. Тернополі (Королівство Галичини та Володимирії, Австро-Угорщина, нині Україна).
Закінчив Віденський університет 1911 року. Працював у освітніх закладах Австро-Угорщини. Дотримувався лівих поглядів, був членом Компартії, через що часто не мав заробітку. На запрошення БАН переїхав до Мінська. З 1929 року професор Білоруського університету, з 1931 року працював на посаді директора Фізико-технічного інституту АН Білоруської ССР.
Автор близько 20 наукових робіт, у тому числі 3 монографій.
Наук. дослідж. у галузі теорії диференц. рівнянь та диференц. геометрії, алгебри, ріманової геометрії, теорії дистрибут. груп. Розробив методи інтегрування пфаффових та картанових агрегатів, розв’язав проблему Пфаффа для систем диференц. рівнянь із частинними похідними, а також проблему Коші для цього ряду рівнянь. Вивчав питання застосування математики у фізиці, тех. науках. Написав один з перших підручнників для навчальних закладів з диференціальної геометрії білоруською мовою.
1937 репресований більшовицькою владою, помер у тюремній лікарні 2 жовтня (за іншими даними, 21 жовтня або 20 квітня) 1938 року в Мінську. Реабілітований 1956 року. Особова справа Б. № 5560-с знаходиться в архіві КДБ Білорусі.